# The Book of Bunny Suicides

The Book of Bunny Suicides: Little Fluffy Rabbits Who Just Don't Want to Live Any More (2003) est une collection de cartoons de comédie noire principalement composés d'une seule image, dessinée par l'auteur Andy Riley.

## Aperçu
Chaque dessin animé montre un ou plusieurs lapins dans leurs tentatives créatives de mettre fin à leurs vies en utilisant une variété d'objets. Des portes tournantes, un grille-pain, une balle de cricket, un boomerang, une grenade, le soleil éclatant, une loupe, le fait de fumer plusieurs cigarettes, des boules de bowling et toutes combinaisons de ceux-ci sont présentés comme des outils suicidaires. Le livre présente quelques références culturelles, notamment une parodie d'une scène du film The Wicker Man, où le lapin est sur la figure en feu. Une référence aux films Terminator est incluse, ainsi qu'une à la scène du film de Stanley Kubrick Docteur Folamour où le capitaine du bombardier monte sur la bombe atomique tandis qu'elle tombe et explose. L'Arche de Noé est également présente : alors que tous les autres animaux montent à bord de l'arche, deux lapins restent derrière à prendre le soleil sur la plage. Il y a aussi plusieurs références à Le Seigneur des Anneaux, y compris un lapin secouant du poivre dans l'œil de Sauron, et un lapin attaché entre un clou et Gollum qui tend la main vers un anneau.
Les dessins sont souvent réalisés de manière à ce que la méthode exacte du lapin ne soit pas immédiatement évidente, laissant le lecteur découvrir comment exactement les lapins prévoient de mettre fin à leurs vies.
En 2004, une suite a été publiée sous le titre Return of the Bunny Suicides. Le livre a été tellement populaire que des scans pirates ont commencé à circuler en ligne sous les noms de "Bunnies Suicide" ou "Bunny Suicide", facilitant les avis DMCA de mise en demeure. Le dessinateur Liu Gang a été inspiré par le livre pour créer son Suicide Rabbit. Riley a publié un troisième livre, Dawn of the Bunny Suicides, en 2010.
Le livre a suscité la controverse en 2008 au Central Linn High School dans l'Oregon, lorsqu'une mère a refusé de rendre un exemplaire à la bibliothèque de son fils, affirmant qu'elle allait plutôt le brûler.
En septembre 2010, l'application Bunnycides a été lancée, une application iPhone de la série Bunny Suicides. Une série de T-shirts a également été lancée en 2011.